# Gendicine
Gendicine ist der Handelsname eines Arzneimittels zur Behandlung von Krebserkrankungen mit onkolytischen Viren auf der Basis eines gentechnologisch veränderten Adenovirus. Es wurde am 16. Oktober 2003 von der zuständigen Behörde in der Volksrepublik China für den klinischen Einsatz bei Patienten mit Tumoren im Hals-Nasen-Ohren-Bereich freigegeben. Damit ist es weltweit das erste auf einem gentherapeutischen Ansatz beruhende Medikament, das nach erfolgreichen klinischen Tests die Zulassung für eine Markteinführung erhalten hat. Die Lizenz zur Produktion wurde am 20. Januar 2004 erteilt. Entwickler und Hersteller des Medikaments ist die chinesische Firma SiBiono GeneTech.

## Wirkmechanismus

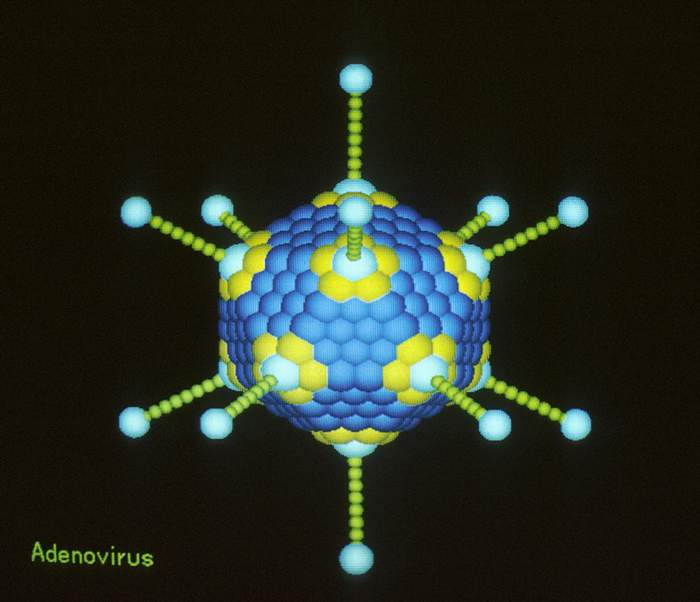
Schematische Darstellung eines Adenovirus-Partikels.

Gendicine basiert auf einem nicht replikationsfähigen Adenovirus-Vektor, mit dem eine funktionale Version (Wildtyp-Form) des für das Tumorsuppressorprotein p53 codierenden Gens in Körperzellen eingeschleust wird. Das Protein p53 stellt einen Transkriptionsfaktor dar, der in unkontrolliert wachsenden Zellen den programmierten Zelltod (Apoptose) reguliert. Das für p53 codierende Gen ist in rund 50 Prozent aller menschlichen Tumoren mutiert. Bei den in den klinischen Studien zu Gendicine untersuchten Plattenepithelkarzinomen im Kopf- und Nackenbereich, einer in China besonders verbreiteten Krebsform, liegt sogar in rund 60 Prozent der Tumoren eine p53-Mutation vor. Durch das Einschleusen des Tumorsuppressorgens in die Tumorzellen wird die Expression von p53 möglich.
Neben der Steuerung der Apoptose fungiert das p53-Protein darüber hinaus auch als Tumorantigen und regt damit das Immunsystem zur selektiven Zerstörung der Tumorzellen an. Ebenso reduziert p53 die Bildung des Vascular Endothelial Growth Factor (VEGF) und anderer Proteine, die an der Gefäßentstehung (Angiogenese) beteiligt sind und damit das Tumorwachstum sowie die Entstehung von Metastasen begünstigen.
Da die Funktion von p53 vom Vorliegen von Schäden an der Desoxyribonukleinsäure (DNA) abhängig ist, sind die Auswirkungen von Gendicine in gesunden Zellen nach Darstellung der Herstellerfirma gering.

## Anwendung

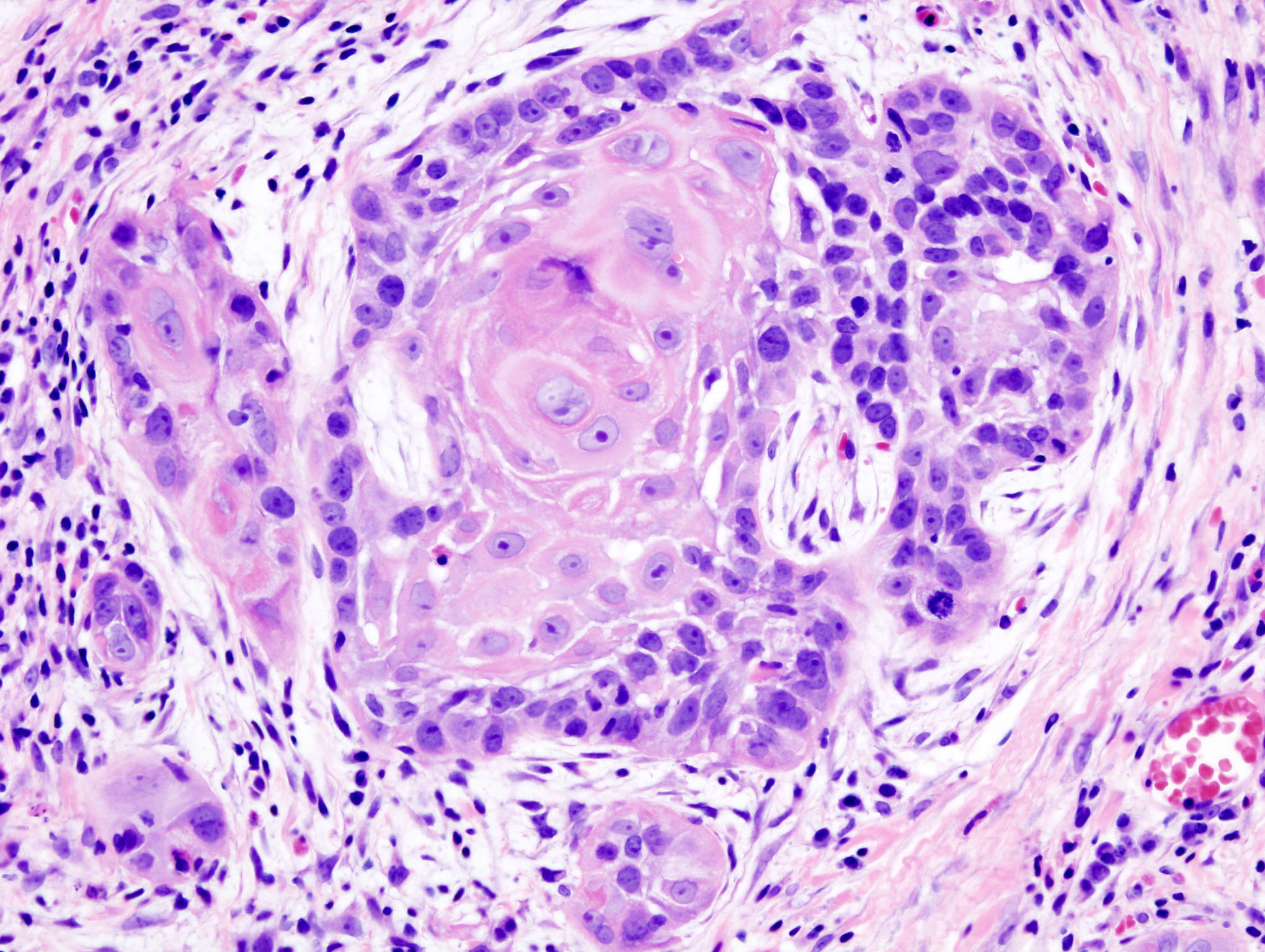
Mikroskopisches Bild eines Plattenepithelkarzinoms.

Bis zum Ende des Jahres 2006 wurden in China rund 4.000 Patienten mit Gendicine behandelt. Die Anwendung im Rahmen der bisherigen Untersuchungen erfolgte über einen Zeitraum von mehreren Wochen durch wöchentliche Injektion direkt in den Tumor. Je nach Lage des Tumors sind jedoch auch andere Applikationen wie beispielsweise eine intravenöse Gabe möglich. Pro Injektion werden rund 1012 Viruspartikel gegeben, die je nach Anwendungsform in zwei bis zehn Milliliter (direkte Injektion in den Tumor), 20 bis 50 Milliliter (arterielle Infusion) beziehungsweise 100 Milliliter (intravenöse Infusion) oder 100 bis 1000 Milliliter (Infusion in den Bauchraum) physiologischer Kochsalzlösung verabreicht werden. Etwa eine Stunde nach Applikation ist die Aufnahme der Viruspartikel in den Tumor abgeschlossen. Die Expression des p53-Gens beginnt rund drei Stunden nach der Anwendung und erreicht nach etwa 72 Stunden ihr Maximum, ist jedoch auch 14 Tage nach der Injektion der Viruspartikel noch nachweisbar. Etwa drei Wochen nach der Anwendung beginnt der Abbau der rekombinanten DNA des Adenovirus-Vektors.
Den Angaben der Herstellerfirma zufolge wurde bei rund zwei Dritteln der mit Gendicine und Strahlentherapie behandelten Patienten und damit rund dreimal mehr Patienten als in der nur mit Strahlentherapie behandelten Gruppe nach einem Jahr eine Totalremission des Tumors beobachtet. Bei weiteren rund 30 Prozent der Patienten, die neben der Bestrahlung auch Gendicine erhielten, sei es zu einer Teilremission gekommen. Darüber hinaus gibt es nach den Angaben des Herstellers erste Anzeichen für eine rund dreimal höhere Überlebensrate der Gendicine-behandelten Patienten sowie eine deutliche Verbesserung der Lebensqualität im Vergleich zur konventionellen Chemotherapie. Eine Verlängerung der Überlebenszeit war jedoch keine Voraussetzung für die Zulassung.
Die Verträglichkeit von Gendicine wird von der Herstellerfirma als gut bezeichnet. Die häufigsten Nebenwirkungen waren diesen Angaben zufolge Schmerzen an der Injektionsstelle, Müdigkeit und, etwa zwei bis vier Stunden nach Anwendung, Fieberschübe von zwei bis sechs Stunden Dauer. Für das Auftreten von Fieber wurde dabei eine Abnahme der Häufigkeit und Schwere mit steigender Behandlungsdauer beschrieben. Als Kontraindikationen werden vom Hersteller die Anwendung bei schwangeren oder stillenden Frauen sowie bei Patienten mit generalisierten Infektionen oder infektionsbedingtem Fieber angegeben, als Folgen einer Überdosierung das Auftreten von starkem Fieber und von allergischen Reaktionen.

## Zulassung und Kritik
Die therapeutische Nutzung von p53 ist Gegenstand weltweiter Untersuchungen. Zum Einsatz von rekombinanten Adenoviren mit p53, die als rAd-p53 bezeichnet werden, liefen Anfang 2005 rund 60 weitere klinische Studien. Die Zulassung von Gendicine in China erfolgte auf der Grundlage des Nachweises von Sicherheit und prinzipieller Wirksamkeit in Phase-I- und Phase-II-Studien, jedoch anders als in Europa, den USA und anderen Ländern üblich ohne das Vorliegen abgeschlossener Phase-III-Studien. Vom Hersteller selbst wurden die zum Zeitpunkt der Zulassung vorliegenden Daten als „Phase-II/III-Studien“ bezeichnet, da diese aus Sicht der Firma zwar keine Phase-III-Studie mit einschließen, aber über den für eine Phase-II-Studie üblichen Umfang hinausgehen würden. Die entsprechenden Zulassungsvorschriften in der Volksrepublik China wurden im Mai 1999 dahingehend geändert, dass ab diesem Zeitpunkt ähnlich wie in den meisten anderen Ländern eine Marktzulassung erst nach Phase-III-Studien erteilt wird. Da die Phase-I-Studien zu Gendicine jedoch schon im Dezember 1998 und damit vor der entsprechenden Änderung der Rechtslage begannen, galt diese Änderung nicht für das entsprechende Zulassungsverfahren.
Ein weiterer Kritikpunkt an der Zulassung von Gendicine ist die Tatsache, dass nahezu alle relevanten wissenschaftlichen und klinischen Studien in chinesischsprachigen Zeitschriften veröffentlicht wurden. Dies erschwert aus Sicht einiger Kritiker die Überprüfung der Daten durch Wissenschaftler in westlichen Ländern. Darüber hinaus gibt es Vorwürfe der Verletzung von Patenten anderer Unternehmen, wie beispielsweise der amerikanischen Firma Introgen. Dies wird jedoch von SiBiono GeneTech bestritten. Auch die Tatsache, dass der chinesische Staat neben seiner Rolle als Zulassungsbehörde auch als Investor bei SiBiono GeneTech fungiert, ist kritisiert worden, ebenso wie die Beteiligung des Leiters der Firma an der Ausarbeitung der Zulassungsrichtlinien für gentherapeutische Medikamente in China.